# Encontro das Águas

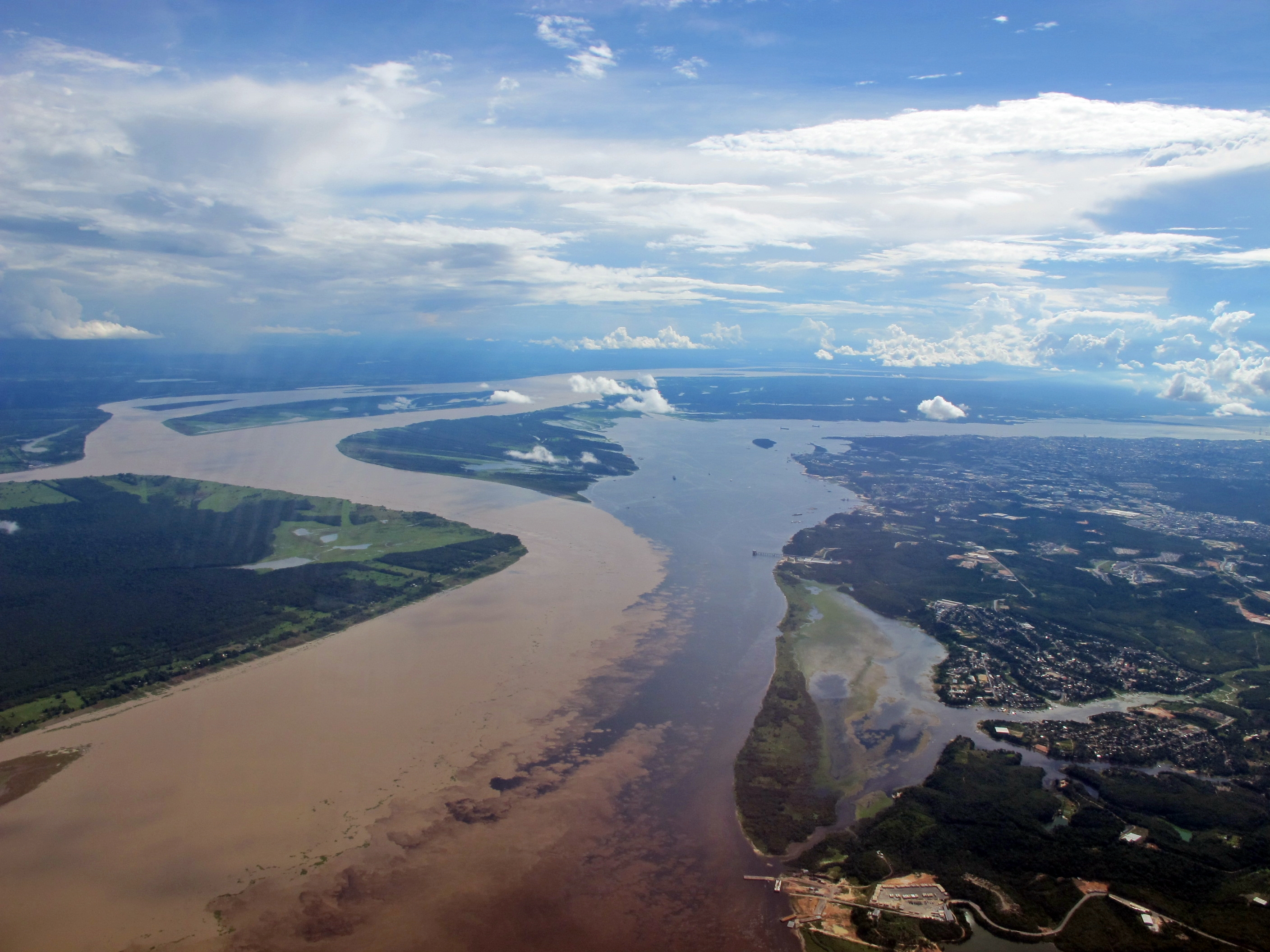
Letecký snímek soutoku obou řek

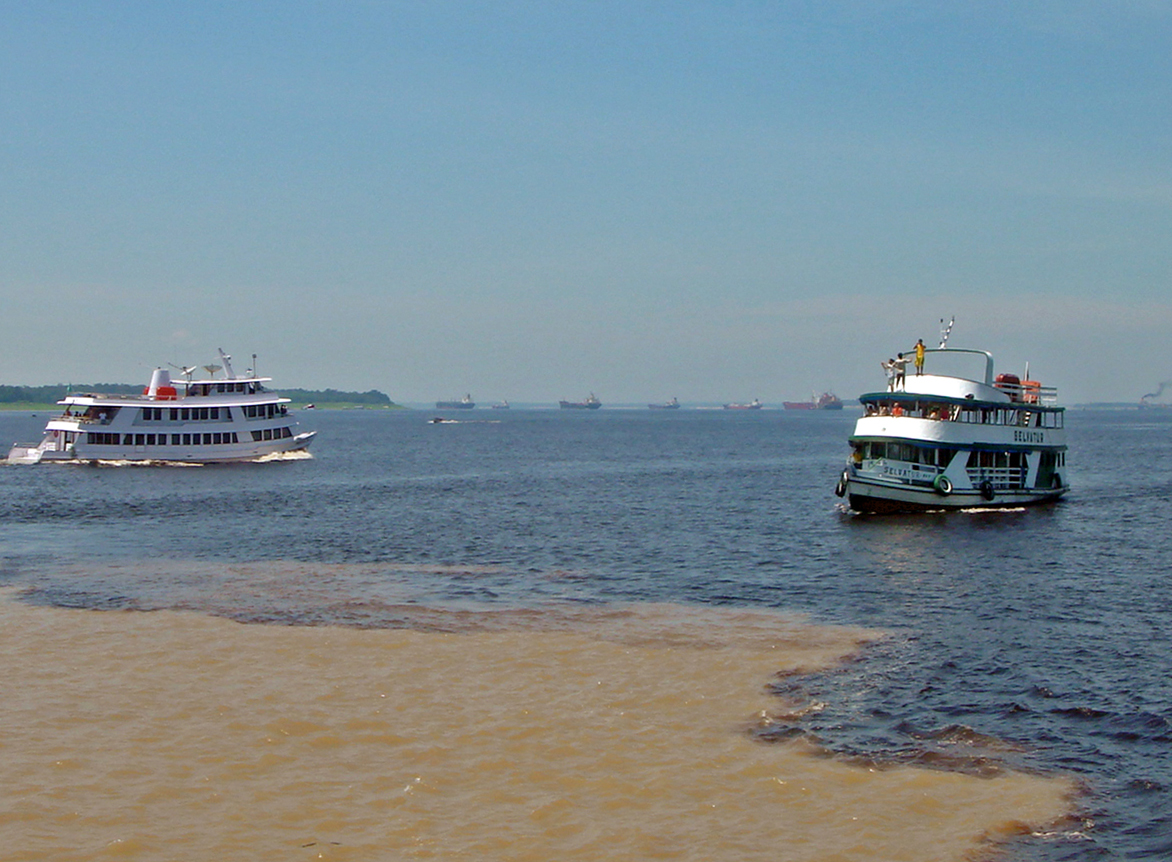
Snadno viditelné rozhraní vod z Amazonky a Río Negro

Encontro das Águas (česky Setkání vod) je pojmenování soutoku řek Amazonky (zde známá též pod názvem Solimões) a Río Negro v Amazonské nížině. Nachází se přibližně 10 km od významného brazilského města Manaus. Soutok těchto řek je jedinečný pro barvu vody v obou tocích. Zatímco Amazonka má žlutohnědou barvu, Río Negro má tmavomodrou až černou barvu. Vody jednotlivých řek se promíchávají jen pozvolna, je zde možné pozorovat poměrně přesnou hranici mezi vodami z každé řeky.
Na soutoku obou řek byl zřízen Ekologický park Janauari (Parque Ecólogico do Janauari), k jehož hlavním atrakcím patří zálivy (igarapés), bujně zelené pralesy (igapós) a kolonie viktorie královské z čeledi leknínovitých.
Mísení vod je také symbolicky připomenuto dvoubarevnými dlaždicemi na manauském hlavním náměstí.

## Vysvětlení přírodního jevu
Příčinou slabého promíchávání vod jsou jejich rozdílné vlastnosti. Voda Rio Negro má vysokou koncentraci huminových látek, které vodu výrazně okyselují (pH 3,5). Voda Amazonky obsahuje vyšší množství jílových částic a je zásaditá (pH 7,5). Liší se i rychlosti proudění vody jednotlivých řek. Amazonka má v místě soutoku přibližně 7,5 km/h, Río Negro 2,5 km/h. Vody mají i rozdílné teploty – žlutohnědá voda Amazonky odráží sluneční záření a neprohřívá se v takové míře jako voda Río Negra, která svou tmavou barvou teplo absorbuje. Amazonské vody mívají teplotu okolo 22 °C, zatímco Río Negro je prohřáté až na 28 °C. Díky rozdílným teplotám mají vody i rozdílnou hustotu.